# ポトスタカーンニク
ポトスタカーンニクまたはパトゥスタカーンニク (露: подстаканник

）は、取っ手の付いた金属製のコップホルダーであり、主に淹れたての熱いお茶を入れたコップを持つために使われる。テーブルでの安定性にも役立っている。 ロシア・ウクライナ・ベラルーシなどのNIS諸国では、お茶を出すときに伝統的に用いられている。

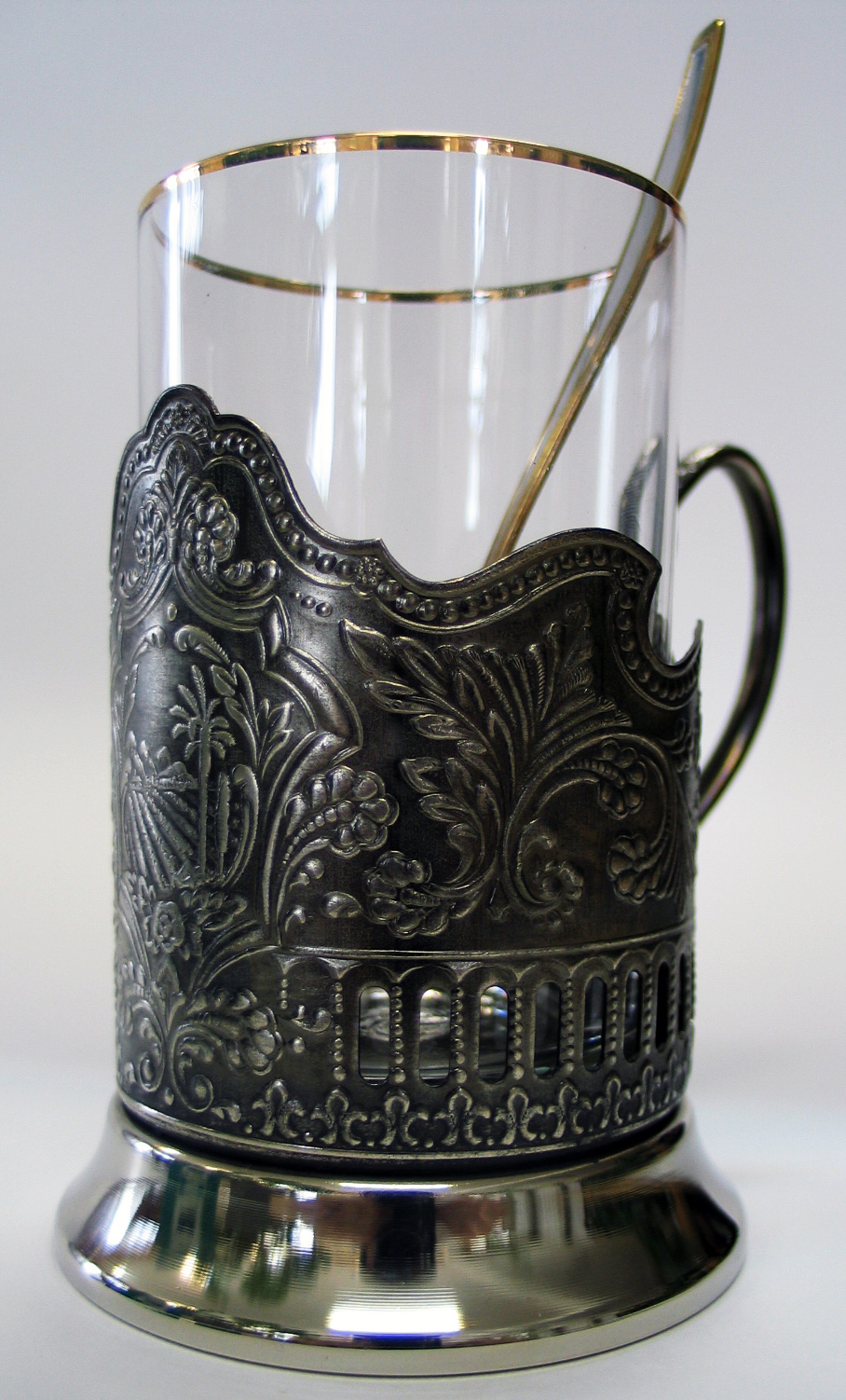
ガラスのコップに装着されたポトスタカーンニク

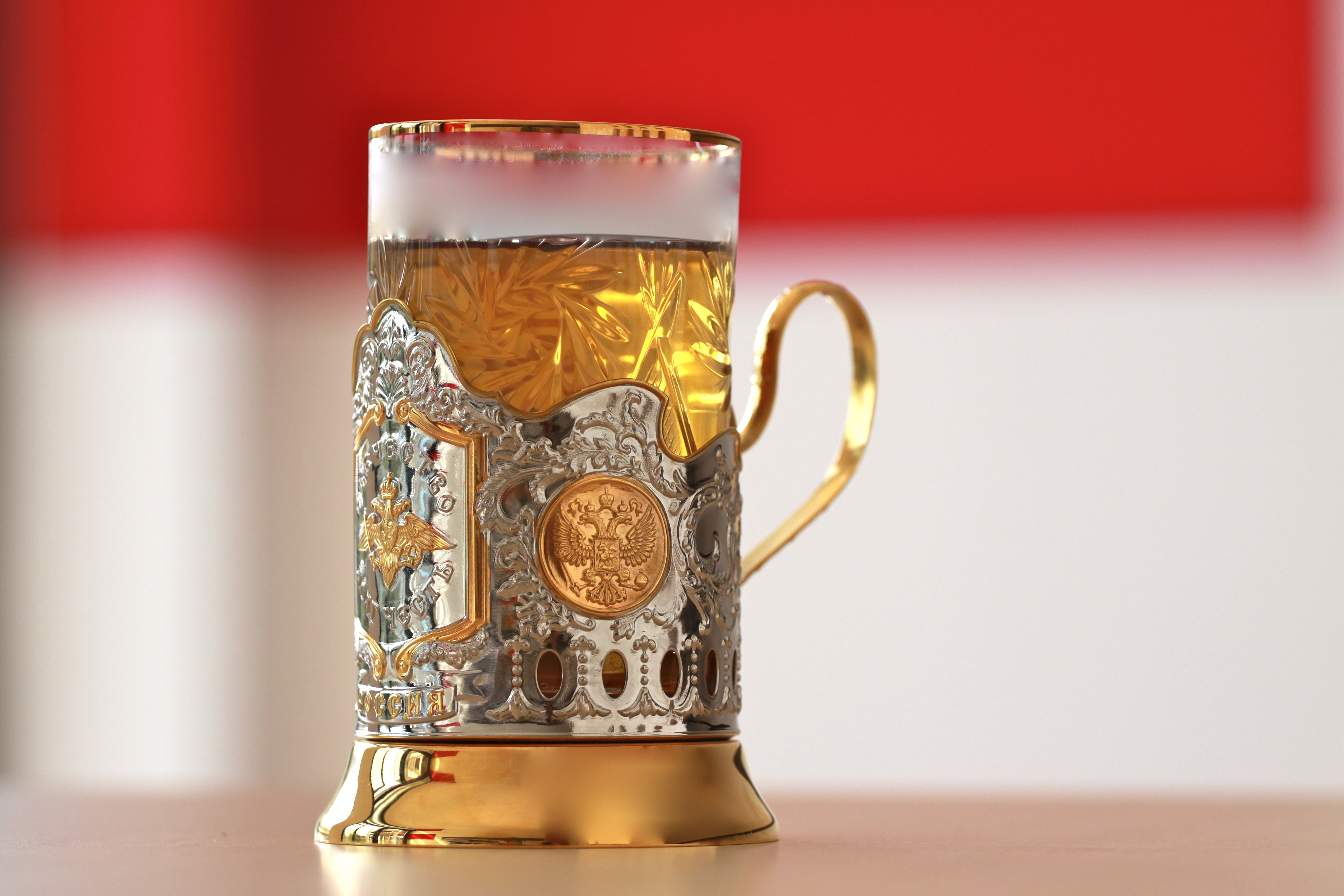
金色のポトスタカーンニクに入ったお茶

ポトスタカーンニクは18世紀後期にロシアで登場した。その時代はロシアでお茶を飲むことが普及した時代であり、サモワールと同様にすぐにただの食器から美術作品として扱われるようになった。 富裕層が使うポトスタカーンニクは銀で作られることもあったが、銀の熱伝導性は非常に高いため実用的ではなかった。
20世紀になる頃にはポトスタカーンニクは広く普及した。ポトスタカーンニクを装着していないコップは落ちやすく、乗客をやけどさせる可能性が高かったため、ポトスタカーンニクは列車内で飲む場合に特に便利であった。ロシアの鉄道、特に寝台車では現在もポトスタカーンニクが使用されている。
ソ連では、ニッケルシルバー、白銅などの合金に、ニッケルや銀や金のめっき加工がされたポトスタカーンニクが多く作られた。
ほとんどのロシアのティーカップホルダーはウラジミール州のコリチューギノの工場で作られており、現在でもコリチューギノはアレクサンドル・コリチューギンが設立した食器工場でその名を知られている。ポトスタカーンニクには建築物や有名人、歴史上の出来事や都市などをモチーフにしたものがあり、ロシアやソ連の歴史の調査にも役立っている。

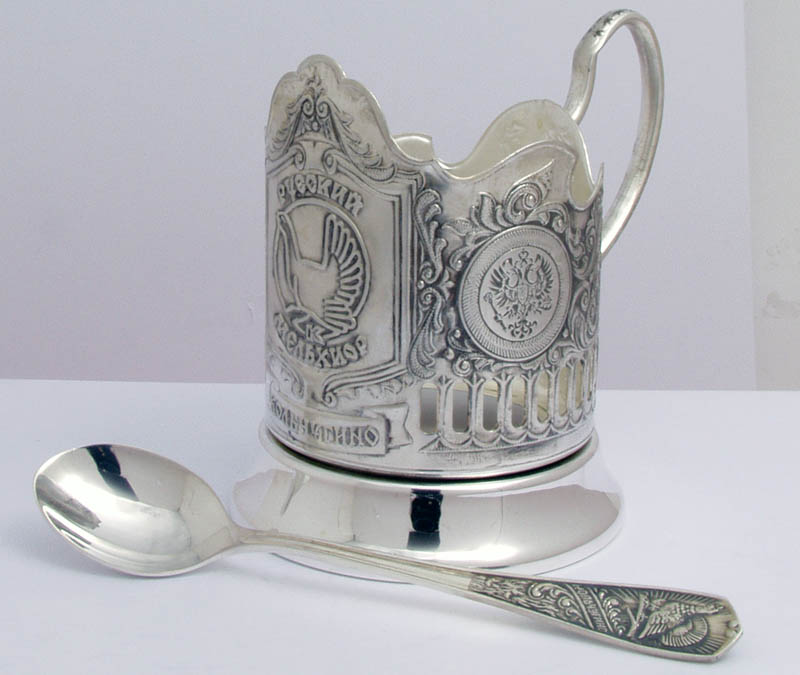
コリチューギノのポトスタカーンニク（銀めっき）
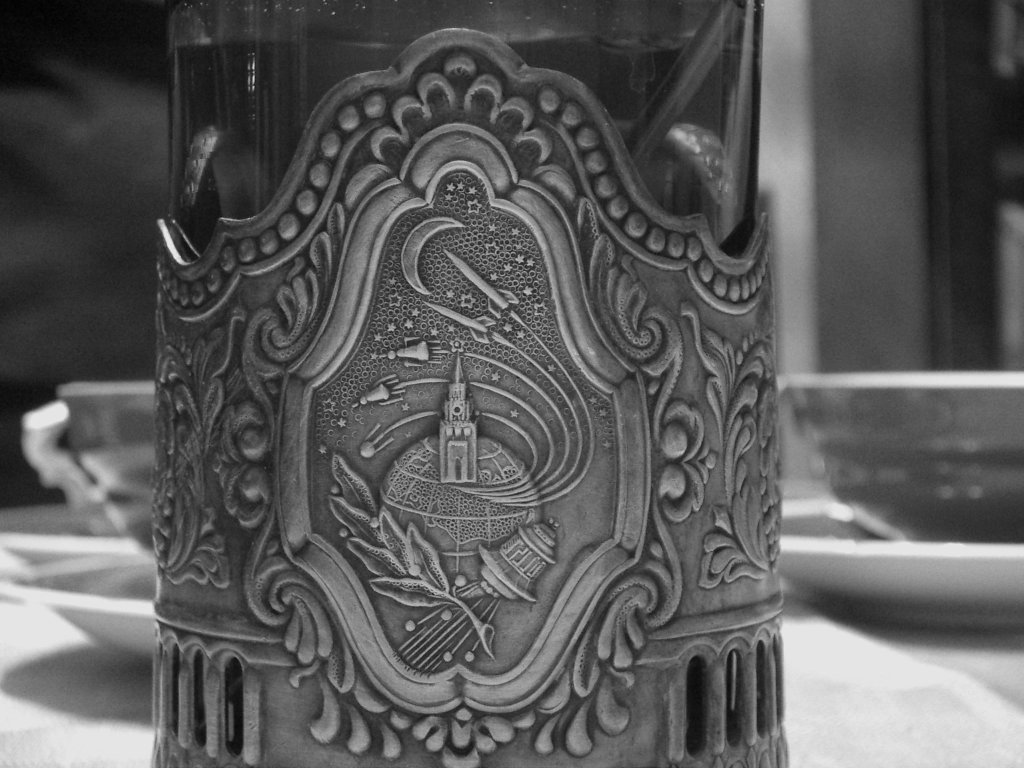
1950年代のポトスタカーンニクに描かれたスプートニク

## 参照
- 茶
- デミタス